# Wielki Waldo Pepper
Wielki Waldo Pepper (oryg. The Great Waldo Pepper) – amerykański film fabularny z 1975 roku w reżyserii George’a Roy Hilla.

## Obsada
- Robert Redford – Waldo Pepper
- Bo Svenson – Axel Olsson
- Bo Brundin – Ernst Kessler
- Susan Sarandon – Mary Beth
- Geoffrey Lewis – Newt
- Edward Herrmann – Ezra Stiles
- Philip Bruns – Dillhoefer
- Roderick Cook – Werfel
- Kelly Jean Peters – Patsy
- Margot Kidder – Maude